# Memory Almost Full
Albums de Paul McCartney
Ecce Cor Meum Electric Arguments
Memory Almost Full est le 14e album studio de Paul McCartney, sorti le 4 juin 2007 en Angleterre et le 5 juin aux États-Unis. Préparé peu de temps après Chaos and Creation in the Backyard, il avait en réalité été entamé dès 2003. C'est donc un album enregistré sur une longue période que publie l'artiste.
Il fait à nouveau appel à David Kahne qui avait produit Driving Rain. Comme dans son album précédent, McCartney joue de nombreux instruments sur une même piste. L'album est enregistré en 2003 et en 2007 aux studios Abbey Road. Sur la seconde partie de l'album, il réalise une succession de chansons qui s'enchainent, rappelant le medley de l'album Abbey Road des Beatles en 1969.
Sorti en juin 2007, il connaît un bon accueil critique et un grand succès commercial. L'album atteint la cinquième place des charts au Royaume-Uni (où il est disque d'or comme au Canada, au Danemark, en Norvège et en Russie) et la troisième place aux États-Unis (où il est disque de platine), le meilleur score de l'artiste dans le pays depuis Wingspan: Hits and History en 2001, s'écoulant à plus d'1,5 million d'exemplaires dans le monde. Il est soutenu par trois singles, en particulier Dance Tonight dont le clip, réalisé par Michel Gondry, met en scène Natalie Portman.

## Liste des chansons
Toutes les chansons sont composées par Paul McCartney et l'astérisque dénote un titre sur lequel il a joué tous les instruments.
1. Dance Tonight *
2. Ever Present Past *
3. See Your Sunshine *
4. Only Mama Knows
5. You Tell Me
6. Mr. Bellamy *
7. Gratitude *
8. Vintage Clothes
9. That Was Me
10. Feet In The Clouds
11. House Of Wax
12. The End Of The End *
13. Nod Your Head *

## Personnel
Sur les cinq titres joués en groupe.
- Paul 'Wix' Wickens – claviers
- Rusty Anderson – guitare
- Brian Ray - basse
- Abe Laboriel Jr. – batterie